# Майдан (Вижницька міська громада)
Майда́н — село у Вижницькій міській громаді Вижницького району Чернівецької області України.

## Географія
На північному заході від села бере початок річка Коритниця, права притока Черемошу. Відстань до Вижниці становить близько 23 км і проходить автошляхом Т 2615 та Т 2601.

## Історія
З 1991 року в складі незалежної України.
16 вересня 2016 року шляхом об'єднання сільських рада, село увійшло до складу Вижницької міської громади., до цього органом місцевого самоврядування була Іспаська сільська рада.

## Населення
Згідно з переписом УРСР 1989 року чисельність наявного населення села становила 234 особи, з яких 113 чоловіків та 121 жінка.
За переписом населення України 2001 року в селі мешкало ▼212 осіб. 100 % населення вказало своєю рідною мовою українську мову.
У 2022 році чисельність населення не змінилася і становила 212 осіб.

## Світлини

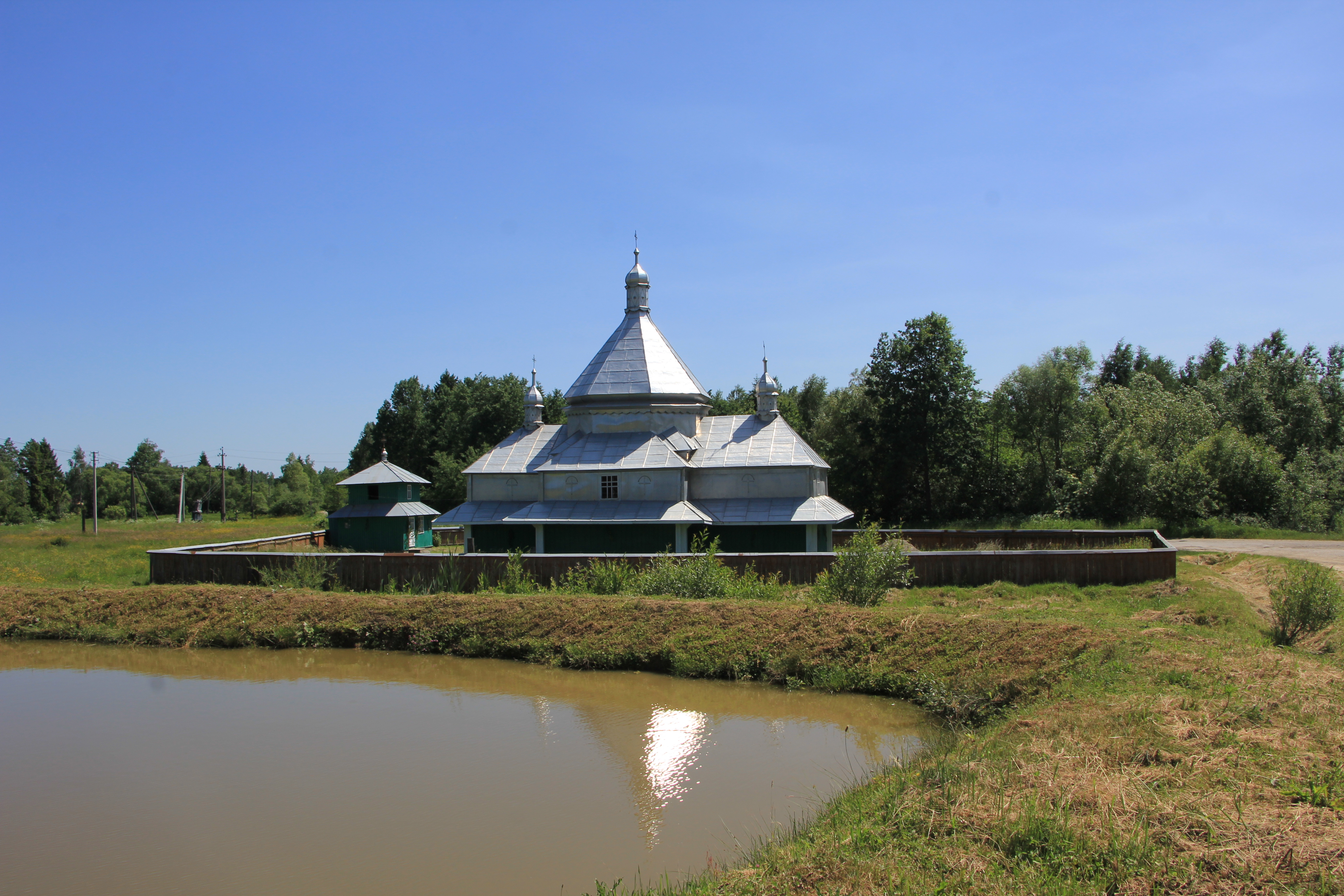
Дерев'яна церква Св. Дмитра 1938 с. Майдан